# Leszek Murzyn
Leszek Murzyn (Wiśniowa; 15 de Novembro de 1960 — ) é um político da Polónia. Ele foi eleito para a Sejm em 25 de Setembro de 2005 com 7220 votos em 12 no distrito de Chrzanów, candidato pelas listas do partido Liga Polskich Rodzin.
Ele também foi membro da Sejm 2001-2005.